# East Prairie (Misuri)
East Prairie es una ciudad ubicada en el condado de Misisipi en el estado estadounidense de Misuri. En el Censo de 2010 tenía una población de 3176 habitantes y una densidad poblacional de 947,65 personas por km².

## Geografía
East Prairie se encuentra ubicada en las coordenadas 36°46′44″N 89°23′3″O / 36.77889, -89.38417. Según la Oficina del Censo de los Estados Unidos, East Prairie tiene una superficie total de 3.35 km², de la cual 3.35 km² corresponden a tierra firme y (0.08%) 0 km² es agua.

## Demografía
Según el censo de 2010, había 3176 personas residiendo en East Prairie. La densidad de población era de 947,65 hab./km². De los 3176 habitantes, East Prairie estaba compuesto por el 95.69% blancos, el 2.33% eran afroamericanos, el 0.38% eran amerindios, el 0.06% eran asiáticos, el 0% eran isleños del Pacífico, el 0.38% eran de otras razas y el 1.16% pertenecían a dos o más razas. Del total de la población el 1.42% eran hispanos o latinos de cualquier raza.